# Glenford, Ohio
Glenford là một làng thuộc quận Perry, tiểu bang Ohio, Hoa Kỳ. Năm 2010, dân số của làng này là 173 người.

## Dân số
- Dân số năm 2000: 198 người.
- Dân số năm 2010: 173 người.